# Theodor-Storm-Schule (Lehe)

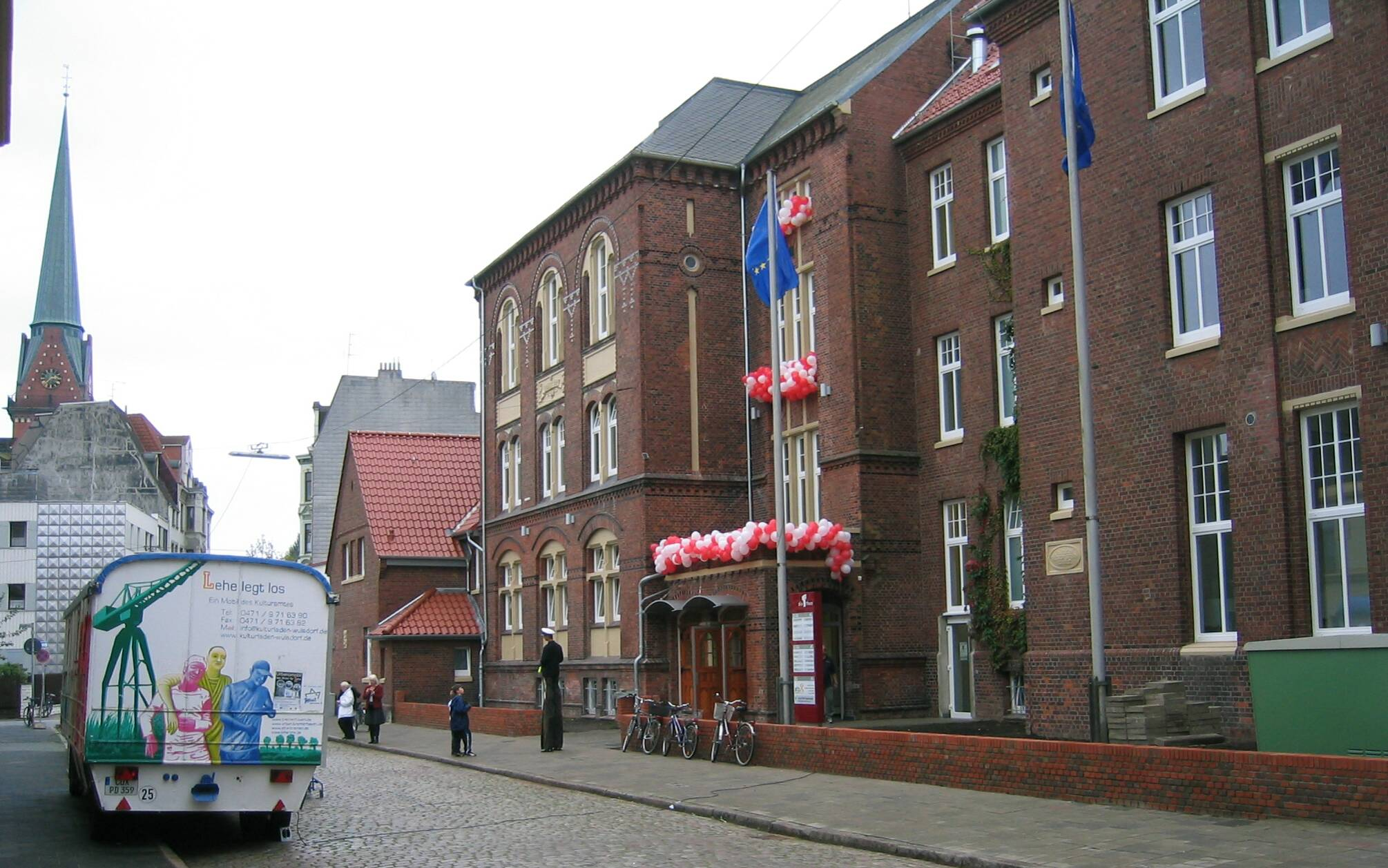
Gebäude der Theodor-Storm-Schule, 2007

Die Theodor-Storm-Schule von 1902 befindet sich  in Bremerhaven-Lehe, Lutherstraße 7 / Eupener Straße. Sie wird seit 2007 vom Haus für Arbeit, Familie und Kultur unter der Kurzbezeichnung „die theo“ genutzt.
Das Bauwerk wurde 2009 unter Bremer Denkmalschutz gestellt.

## Geschichte

### Name
Leher Bürger erreichten durch ihre Initiative, dass in Lehe am 6. Oktober 1902 eine private Höhere Töchterschule eröffnet wurde.
1906 erhielt diese Schule den Namen Kaiserin-Auguste-Viktoria-Schule, benannt nach Auguste Viktoria von Schleswig-Holstein-Sonderburg-Augustenburg (1858–1921), Gemahlin von Kaiser Wilhelm II. Der Untertitel der Schule wechselte von Lyzeum und Höhere Töchterschule.
Seit 1920 hieß sie Städtisches Lyzeum zu Lehe in Hannover, da Lehe zur preußischen Provinz Hannover gehörte.
1924, nach der Vereinigung von Lehe und Geestemünde zur Stadt Wesermünde, hieß sie Staatliche Theodor-Storm-Schule Wesermünde, benannt nach dem Husumer Schriftsteller und Dichter Theodor Storm (1817–1888).
1937 erhielten durch Erlass des Reichsministers für Wissenschaft, Erziehung und Volksbildung die Gymnasien im Reich die einheitliche Bezeichnung Oberschule. So hieß die Schule nun Staatliche Theodor-Storm-Schule, Oberschule für Mädchen – Hauswirtschaftliche Form.
Nach dem Zweiten Weltkrieg wurde sie zum städtischen Oberlyzeum in der Theodor-Storm-Schule (kurz auch Theo genannt). 1950 kam die Zusatzbezeichnung Volksoberschule.
Die Kurzbezeichnung „die theo“ führt heute auch das Haus für Arbeit, Familie und Kultur.

### Gebäude

#### Schule
Um die Jahrhundertwende von 1900 lebten rund 24.000 Einwohner in Lehe. Durch den Hafen in Bremerhaven war auch Lehe rasant gewachsen. Im 19. Jahrhundert gab es in Lehe die Lateinschule für Knaben von 1713 und für Mädchen die private Höhere Töchterschule von Helene Meyer von 1865, die 1881 im Schroeder-Haus an der Kreuzstraße untergebracht war. Die vorhandenen Schulen konnten den weiteren Zulauf an Schülern nicht mehr bewältigen. Neue Schulen mussten gebaut werden wie die Körner- und die Lessingschule. Ein gegründetes Kuratorium drängte auf den Neubau einer Mädchenschule.
1902 wurde nach Plänen des Gemeindebaumeister Heinrich Lagershausen das hoch aufragende, rotsteinsichtige Schulgebäude an der Lutherstraße errichtet. Im Reformstil der späten Kaiserzeit entstand nach der Jahrhundertwende ein repräsentativer, aufwändig gestalteter, aber durchaus ruhiger Gebäudekomplex mit einigen neogotischen Elementen und dekorativen Fensteröffnungen.
1913 wurde das Lyzeum durch Lagershausen nochmals mit sieben (oder sechs) weiteren Klassenräumen und den Schulräumen für Chemie und Physik in seiner Aufnahmekapazität nahezu verdoppelt. Dazu kam eine große Turnhalle, eine prachtvoll ausgestattete Aula und das Lehrerzimmer. Das  Hauptgebäude wurde an der Bauflucht der Straße mit einem schmaleren Gebäudeteil verlängert, der etwas nach hinten verspringt, um damit eine Monotonie zu verhindern. Der Erweiterungsbau orientierte sich in seiner Anordnung auch am Verlauf des damals noch nicht verrohrten Flüsschens Aue. An der Ecke zur Mühlenstraße entstand 1913 das Wohnhaus des „Schuldieners“. Altbau, Anbau und Wohnhaus bilden ein harmonisches Ganzes.

#### Haus für Arbeit, Familie und Kultur
2007, nach der Schließung der Schule und der Sanierung des Gebäudes mit Mitteln aus dem Programm Stadtumbau West, wurde hier das Stadtteilzentrum „die theo“, Haus für Arbeit, Familie und Kultur eröffnet. Dieses Zentrum ist die räumliche Zusammenführung der verstreut im Stadtteil Lehe arbeitenden sozialen und kulturellen Einrichtungen.
Die ehemalige Turnhalle wurde nach 2005 bis 2012 von einem großen gastronomischen Betrieb genutzt.

### Schulnutzungen

#### Lyzeum
1902 wurden 184 Schülerinnen in acht Klassen am Lyzeum unterrichtet. Ab 1904 gehörte die Schule der Gemeinde. Erster Rektor war Wilhelm Eskuchen, der zuvor Rektor der Knabenschule an der Poststraße war.
1920 wurde die Schule städtisches Lyzeum. Die 1928 angegliederte einjährige Frauenschule wurde ab 1937 in Zusammenhang mit der Schulreform zu einer dreijährigen Oberstufe ausgebaut, an der auch die Reifeprüfung abgelegt werden konnte.

#### Oberlyzeum, additive Gesamtschule
Nach dem Zweiten Weltkrieg blieb die Mädchenschule zunächst ein städtisches Oberlyzeum in der Theodor-Storm-Schule. Seit der Mitte der 1950er Jahre wurden auch Jungen an der Schule aufgenommen. Bis 1969 war die Theodor-Storm-Schule eine additive Gesamtschule mit den Zweigen Hauptschule (Zweig A bzw. H),  Mittelschule bzw. Realschule (Zweig B bzw. M) und Gymnasium (Zweig D bzw. G). Das Gymnasium war neusprachlich ausgerichtet. Rund 600 Schüler besuchten die Schule mit rund 24 Klassen.
Die Schüler der Mittel- und Oberstufe zogen 1969 zum nahe gelegenem,  modernem Schulzentrum  Geschwister Scholl an der Pestalozzistraße/Walter-Kolb-Weg 2 in Mitte um.

#### Grundschule
In das Gebäude der Stormschule zogen die Kinder der Körner-Grundschule ein. Die alte Körnerschule von 1908 wurde zum Schulzentrum Geschwister Scholl umbenannt und sie konnte sich in den frei werdenden Räumen erweitern für die Haupt- und Realschule sowie dem Gymnasium.
2002 wurde auf Grund sinkender Schülerzahlen die Schließung der Theodor-Storm-Schule beschlossen und bis 2005 vollzogen. 2005 zogen gemäß dem „Masterplan Schulen Lehe“ die Grundschüler der Stormschule mit denen von der Deichschule in die Astrid-Lindgren-Schule (ehemals Körnerschule von 1908) ein.

#### Niederdeutsche Bühne „Waterkant“
Von 1947 bis 1972 nutzte die Niederdeutsche Bühne „Waterkant“ die Aula der Stormschule für ihre Aufführungen. Es fanden auch Aufführungen an der Schollschule und seit 1967 am Standort Kleines Haus am Stadttheater Bremerhaven statt. Seit 1972 spielt die Bühne dauerhaft im Kleinen Haus.